# Partia Socjaldemokratyczna (Rumunia)
Partia Socjaldemokratyczna (rum. Partidul Social Democrat, PSD) – rumuńska postkomunistyczna partia polityczna o profilu socjaldemokratycznym, określana jako ugrupowanie lewicy narodowej i populistyczne. Partia wywodzi się ze środowisk postkomunistycznych. Ugrupowanie działające od 1992, początkowo jako Demokratyczny Front Ocalenia Narodowego (rum. Frontul Democrat al Salvării Naționale, FDSN), od 1993 jako Partia Socjaldemokracji w Rumunii (rum. Partidul Democrației Sociale din România, PDSR), od 2001 jako Partia Socjaldemokratyczna. PSD należy do Międzynarodówki Socjalistycznej i Partii Europejskich Socjalistów.

## Historia

### FDSN i PDSR
Powstanie partii wiąże się z konfliktem wewnątrz Frontu Ocalenia Narodowego, zdominowanego przez postkomunistów ugrupowania, które przejęło władzę po rewolucji w Rumunii w 1989. Spory między umiarkowanymi zwolennikami byłego premiera Petre'a Romana a socjalistycznymi stronnikami urzędującego prezydenta Iona Iliescu spowodowały założenie przez tych drugich Demokratycznego Frontu Ocalenia Narodowego. FDSN formalnie powstał 7 kwietnia 1992.
We wrześniu tego samego roku FDSN zwyciężył w wyborach parlamentarnych, a Ion Iliescu w październiku uzyskał prezydencką reelekcję. Postkomuniści uzyskali większość parlamentarną dzięki koalicji z narodowcami z PUNR oraz poparciu nacjonalistów z Partii Wielkiej Rumunii i neokomunistów z Socjalistycznej Partii Pracy. Kierowany przez Nicolae Văcăroiu gabinet urzędował przez całą kadencję. W 1993 do FDSN dołączyły niewielkie ugrupowania – Partia Demokratycznego Socjalizmu Rumunii, Partia Republikańska i Partia Spółdzielcza. 10 lipca 1993 front przekształcił się w Partię Socjaldemokracji w Rumunii.
W listopadzie 1996 startująca samodzielnie PDSR przegrała w wyborach parlamentarnych, a rekomendowany przez nią prezydent uległ w walce o reelekcję liderowi centroprawicy Emilowi Constantinescu. Partia, w której przewodnictwo objął Ion Iliescu, znalazła się w opozycji. W 1997 wykluczeni z ugrupowania parlamentarzyści będący stronnikami byłego ministra Teodora Meleșcanu zawiązali Sojusz na rzecz Rumunii. Natomiast w 1999 do socjaldemokratów przyłączyły się Narodowa Partia Kierowców i Partia Ochrony Socjalnej.
Na potrzeby kolejnych wyborów parlamentarnych PDSR zawiązała koalicję pod nazwą Biegun Socjaldemokracji. Współtworzyły ją Rumuńska Partia Socjaldemokratyczna (PSDR) i Rumuńska Partia Humanistyczna (PUR), której lider Dan Voiculescu zapewnił znaczące wpływy w kontrolowanych przez siebie mediach. Sojusz zwyciężył w wyborach z listopada 2000, większość mandatów w jego ramach przypadła PSDR (w tym 144 ze 155 w Izbie Deputowanych). W grudniu Ion Iliescu zwyciężył w drugiej turze wyborów prezydenckich, powracając na ten urząd po czteroletniej przerwie.
Nowym przewodniczącym ugrupowania został wówczas Adrian Năstase, który w 2000 objął stanowisko premiera. Jego gabinet uzyskał wsparcie ze strony Demokratycznego Związku Węgrów w Rumunii (UDMR).

### PSD
16 czerwca 2001 do PDSR przyłączyła się Rumuńska Partia Socjaldemokratyczna, a partia przekształciła się w Partię Socjaldemokratyczną. W 2003 PSD wchłonęła Socjalistyczną Partię Pracy i Socjalistyczną Partię Odrodzenia Narodowego.
W listopadzie 2004 PSD w koalicji z PUR zwyciężyła w wyborach parlamentarnych. Adrian Năstase w grudniu przegrał jednak w drugiej turze wyborów prezydenckich z Traianem Băsescu popieranym przez Partię Demokratyczną (PD) i Partię Narodowo-Liberalną (PNL). W wyniku negocjacji koalicyjnych nowy gabinet utworzył Călin Popescu-Tăriceanu z PNL, a PSD przeszła do opozycji. Adrian Năstase, wobec którego wkrótce wszczęto postępowania karne zakończone prawomocnymi wyrokami skazującymi, utracił przywództwo w partii, której nowym liderem został Mircea Geoană.
W listopadzie 2008 PSD w koalicji z konserwatystami z PC (powstałej z przemianowania PUR) uzyskała najwyższe poparcie w wyborach parlamentarnych i niemal identyczną liczbę mandatów co prezydencka Partia Demokratyczno-Liberalna (PDL). W grudniu oba ugrupowania zawiązały koalicję rządzącą, współtworząc rząd, na czele którego stanął lider PDL Emil Boc. Socjaldemokracji opuścili jednak gabinet już w październiku 2009, gdy premier zdymisjonował rekomendowanego przez ministra spraw wewnętrznych Dana Nicę, zarzucając mu niekompetencję.
W grudniu 2009 Mircea Geoană nieznacznie przegrał w drugiej turze wyborów prezydenckich z ubiegającym się o reelekcję Traianem Băsescu. W lutym 2010 przewodniczącym PSD został Victor Ponta. W lutym 2011 PSD wraz z opozycyjnymi Partią Narodowo-Liberalną i Partią Konserwatywną zawiązała sojusz pod nazwą Unia Socjalno-Liberalna.
W maju 2012 po upadku kolejnych rządów centroprawicowych USL przejął władzę – lider Partii Socjaldemokratycznej objął urząd premiera. W grudniu 2012 uzupełniony o Narodowy Związek na rzecz Rozwoju Rumunii (UNPR) sojusz zdecydowanie zwyciężył w wyborach parlamentarnych. Victor Ponta sformował swój drugi gabinet, a w lutym 2014 trzeci po zerwaniu koalicji przez PNL. Do koalicji dołączył węgierski UDMR, ponadto ugrupowania rządowe zasiliła znaczna grupa parlamentarzystów Partii Ludowej.
W listopadzie 2014 Victor Ponta przegrał wybory prezydenckie z Klausem Iohannisem popieranym przez PNL i PDL. W grudniu lider PSD dokonał rekonstrukcji rządu, z którego odeszli przedstawiciele Demokratycznego Związku Węgrów w Rumunii.
W czerwcu 2015 krajowa instytucja antykorupcyjna wszczęła przeciwko liderowi PSD postępowanie w sprawie oszustw podatkowych i prania brudnych pieniędzy. W lipcu tegoż roku Victor Ponta ustąpił z przywództwa w PSD. W listopadzie Victor Ponta ustąpił z funkcji premiera, a prezydent doprowadził do powołania technicznego gabinetu z Dacianem Cioloșem na czele.
W wyborach w 2016 socjaldemokraci odnieśli zwycięstwo z wynikiem ponad 45% głosów do każdej z izb parlamentu. Zawiązali koalicję rządową z Sojuszem Liberałów i Demokratów, współtworząc w styczniu 2017 rząd Sorina Grindeanu, w czerwcu 2017 gabinet Mihaia Tudosego, a w styczniu 2018 rząd Vioriki Dăncili. W maju 2019 lider PSD Liviu Dragnea został osadzony celem odbycia kary pozbawienia wolności. Na czele partii stanęła premier Viorica Dăncilă. W październiku 2019 parlament uchwalił wobec jej rządu wotum nieufności. W listopadzie tegoż roku socjaldemokraci znaleźli się w opozycji, a kandydująca w wyborach prezydenckich była premier przegrała z ubiegającym się o reelekcję prezydentem.
W wyborach parlamentarnych w 2020 PSD ponownie zajęła pierwsze miejsce, nie przekraczając jednak 30% do Izby Deputowanych bądź Senatu i nie uzyskując w parlamencie zdolności koalicyjnej pozwalającej na powrót do władzy. PSD ponownie dołączyła do koalicji rządowej w listopadzie 2021, gdy podpisała porozumienie z Partią Narodowo-Liberalną i UDMR; współtworzyła wówczas gabinet, w którym funkcję premiera objął związany z PNL Nicolae Ciucă. W czerwcu 2023 PSD i PNL utworzyły kolejny rząd, na czele którego stanął lider socjaldemokratów Marcel Ciolacu. Premier ubiegał się w 2024 o urząd prezydenta, przegrywając już w pierwszej turze głosowania z listopada tegoż roku. Następnego dnia po głosowaniu złożył rezygnację z funkcji przewodniczącego PSD (ze skutkiem na początek grudnia 2024). Jednak na początku grudnia uzyskał poparcie w kierownictwie partii, pozostając ostatecznie na jej czele. W wyborach parlamentarnych w tym samym miesiącu PSD otrzymała najwyższe poparcie. Również w grudniu 2024 socjaldemokraci dołączyli do koalicji tworzącej drugi gabinet Marcela Ciolacu. W wyborach prezydenckich w 2025 (rozpisanych na skutek unieważnienia poprzednich wyborów przed drugą turą) PSD wraz z innymi koalicjantami wsparła Crina Antonescu z PNL, który w maju 2025 przegrał w pierwszej turze głosowania. W tym samym miesiącu Marcel Ciolacu odszedł ze stanowiska premiera, a także z funkcji przewodniczącego partii. Socjaldemokraci pozostali ugrupowaniem współrządzącym, w czerwcu 2025 dołączyli do kolejnego gabinetu, na czele którego stanął przedstawiciel PNL Ilie Bolojan.

## Przewodniczący
- 1992–1992: Ion Iliescu
- 1992–1996: Oliviu Gherman
- 1997–2000: Ion Iliescu
- 2000–2005: Adrian Năstase (do 2001 p.o.)
- 2005–2010: Mircea Geoană
- 2010–2015: Victor Ponta[7]
- 2015–2015: Rovana Plumb (p.o.)
- 2015–2019: Liviu Dragnea
- 2019–2019: Viorica Dăncilă
- 2019–2025: Marcel Ciolacu (do 2020 p.o.)[40][38]
- od 2025: Sorin Grindeanu (p.o.)[38]

## Wyniki wyborów
Wybory parlamentarne
- 1992 (Demokratyczny Front Ocalenia Narodowego)[8]
  - Izba Deputowanych: 27,7% głosów i 117 mandatów
  - Senat: 28,3% głosów i 49 mandatów
- 1996 (Partia Socjaldemokracji w Rumunii)[8]
  - Izba Deputowanych: 23,1% głosów i 91 mandatów
  - Senat: 30,7% głosów i 41 mandatów
- 2000 (PDSR – Biegun Socjaldemokracji)[8]
  - Izba Deputowanych: 36,6% głosów i 155 mandatów (144 dla PDSR)
  - Senat: 37,1% głosów i 65 mandatów
- 2004 (Unia Narodowa PSD+PUR)[41][1]
  - Izba Deputowanych: 36,8% głosów i 132 mandaty (113 dla PSD)
  - Senat: 37,2% głosów i 57 mandatów
- 2008 (Sojusz PSD+PC)[42]
  - Izba Deputowanych: 33,1% głosów i 114 mandatów (110 dla PSD)
  - Senat: 34,2% głosów i 49 mandatów
- 2012 (Unia Socjalno-Liberalna)[43]
  - Izba Deputowanych: 58,6% głosów i 273 mandaty (150 dla PSD)
  - Senat: 61,1% głosów i 122 mandaty (59 dla PSD)
- 2016[21]
  - Izba Deputowanych: 45,5% głosów i 154 mandaty
  - Senat: 45,7% głosów i 67 mandatów
- 2020[26][44]
  - Izba Deputowanych: 28,9% głosów i 110 mandatów
  - Senat: 29,3% głosów i 47 mandatów
- 2024[33]
  - Izba Deputowanych: 22,0% głosów i 86 mandatów
  - Senat: 22,3% głosów i 36 mandatów

Wybory do Parlamentu Europejskiego
- 2007: 23,1% głosów i 10 mandatów
- 2009: 31,1% głosów i 11 mandatów dla koalicji PSD-PC (10 dla PSD)[45]
- 2014: 37,6% głosów i 16 mandatów dla koalicji PSD-PC-UNPR (12 dla PSD)[46]
- 2019: 22,5% głosów i 9 mandatów[47]
- 2024: 48,6% głosów i 19 mandatów dla koalicji PSD-PNL (11 dla PSD)[48][49]